# Alphonse Merrheim
Alphonse Adolphe Merrheim (* 7. Mai 1871 in La Madeleine, Département Nord; † 23. Oktober 1925) war ein französischer Kupferschmied und Funktionär in der Gewerkschaft Confédération générale du travail (CGT). Er gilt als einer der Reformer des revolutionären Syndikalismus.

## Revolutionärer Syndikalist
Von 1904 bis 1909 war Alphonse Merrheim in der CGT Sekretär der Gewerkschaft Kupferschmiede innerhalb der Metallarbeitergewerkschaft. 1905 führte er zusammen mit Tullio Cavallazi den großen Streik der Bergwerks- und Metallarbeiter in Longwy und Umgebung an. Als Gegner der SFIO arbeitete er 1906 mit Victor Griffuelhes am Entwurf der Charta von Amiens.
Gemeinsam mit Pierre Monatte entwickelte Alphonse Merrheim den revolutionären Syndikalismus weiter. Sprachrohr wurde in der Hinsicht die im Oktober 1909 von Monatte in Montreuil gegründete Zeitung La Vie Ouvrière.

## Radikaler Kriegsgegner
Nachdem der CGT-Generalsekretär Léon Jouhaux am 4. August 1914 die Union sacrée gutgeheißen hatte, kritisierte Alphonse Merrheim als einer der ersten führenden Syndikalisten diese Burgfriedenspolitik. An der Zimmerwalder Konferenz trat er im Spätsommer 1915 zusammen mit Albert Bourderon gegen jene Stillhaltetaktik international auf. Vonseiten der deutschen Sozialisten unterzeichneten Georg Ledebour und Adolph Hoffmann die diesbezügliche bilaterale Deklaration. Mit Lenin allerdings – dieser wartete zu der Zeit im Berner Exil auf seine große Stunde – fand Alphonse Merrheim in Zimmerwald trotz eines achtstündigen Vieraugengesprächs keinen gemeinsamen Nenner.

## Pragmatischer Reformer
Léon Jouhaux, der – auch angesichts der Ereignisse in Russland – 1918 gegen die Revolution als Kampfinstrument der französischen Gewerkschaft plädierte, bekam einen Gefolgsmann: Alphonse Merrheim nahm die Kriegsergebnisse hin und hielt die revolutionären Ereignisse in Deutschland für einen nicht auf Frankreich übertragbaren Irrweg. Mehr noch – der Franzose, der das Wort Revolution in den Mund nähme, sei ein Verbrecher.

## Veröffentlichungen
- L’affaire de l’Ouenza. A genoux devant le Comité des forges la révision de la loi de 1810 sur les mines. Éditions de la „Vie Ouvrière“, Paris 1910.
- Conférence socialiste internationale, Zimmerwald (Suisse), 5-8 septembre 1915. [L’introduction est signée : A. Bourderon, A. Merrheim.] Fédération des Métaux, Paris 1915.
- La révolution économique. Paris 1919. Digitalisat Gallica
  - Die wirtschaftliche Revolution. Verlag für Gesellschaft und Erziehung. Berlin-Fichtenau 1920.
- Amsterdam eller Moskva. Övers. av Allan Vougt. Tiden, Stockholm 1921.